# Leptogium acutisporum
Leptogium acutisporum är en lavart som beskrevs av P. M. Jørg. Leptogium acutisporum ingår i släktet Leptogium,  och familjen Collemataceae.   Inga underarter finns listade.